# Meligethes corvinus
Meligethes corvinus är en skalbaggsart som beskrevs av Wilhelm Ferdinand Erichson 1845. Meligethes corvinus ingår i släktet Meligethes, och familjen glansbaggar. Enligt den svenska rödlistan är arten nära hotad i Sverige. Arten förekommer i Götaland, Gotland, Öland och Svealand. Arten har tidigare förekommit i Nedre Norrland men är numera lokalt utdöd. Artens livsmiljö är jordbrukslandskap, skogslandskap, stadsmiljö.